# Höglandssiska
Höglandssiska (Crithagra striatipectus) är en fågelart i familjen finkar inom ordningen tättingar.

## Utseende och läte
Höglandssiskan är en medelstor, brun och kraftigt streckad fink. Den streckade undersidan i kombination med ett tydligt tecknad ansikte med streckad hjässa, vitt ögonbrynsstreck och en bred mörkbrun fläck genom ögat är karakteristisk. Den liknar svartkindad siska, men fläcken i ansiktet är mörkbrun snarare än svart. Bland lätena hörs stigande nasala "tsewee", medan sången består av en vacker och melodisk stigande och fallande ramsa med visslingar och drillar. 

## Utbredning och systematik
Fågeln förekommer i bergstrakter från södra Sudan till södra Etiopien samt centrala högländer i Kenya. Den kategoriserades tidigare som underart till Crithagra reichardi, men urskiljs som egen art sedan 2016 av Birdlife International och IUCN, sedan 2021 även av tongivande IOC.

## Status
Arten har ett stort utbredningsområde och beståndet anses stabilt. Internationella naturvårdsunionen IUCN listar den därför som livskraftig (LC).